# Hovestadt

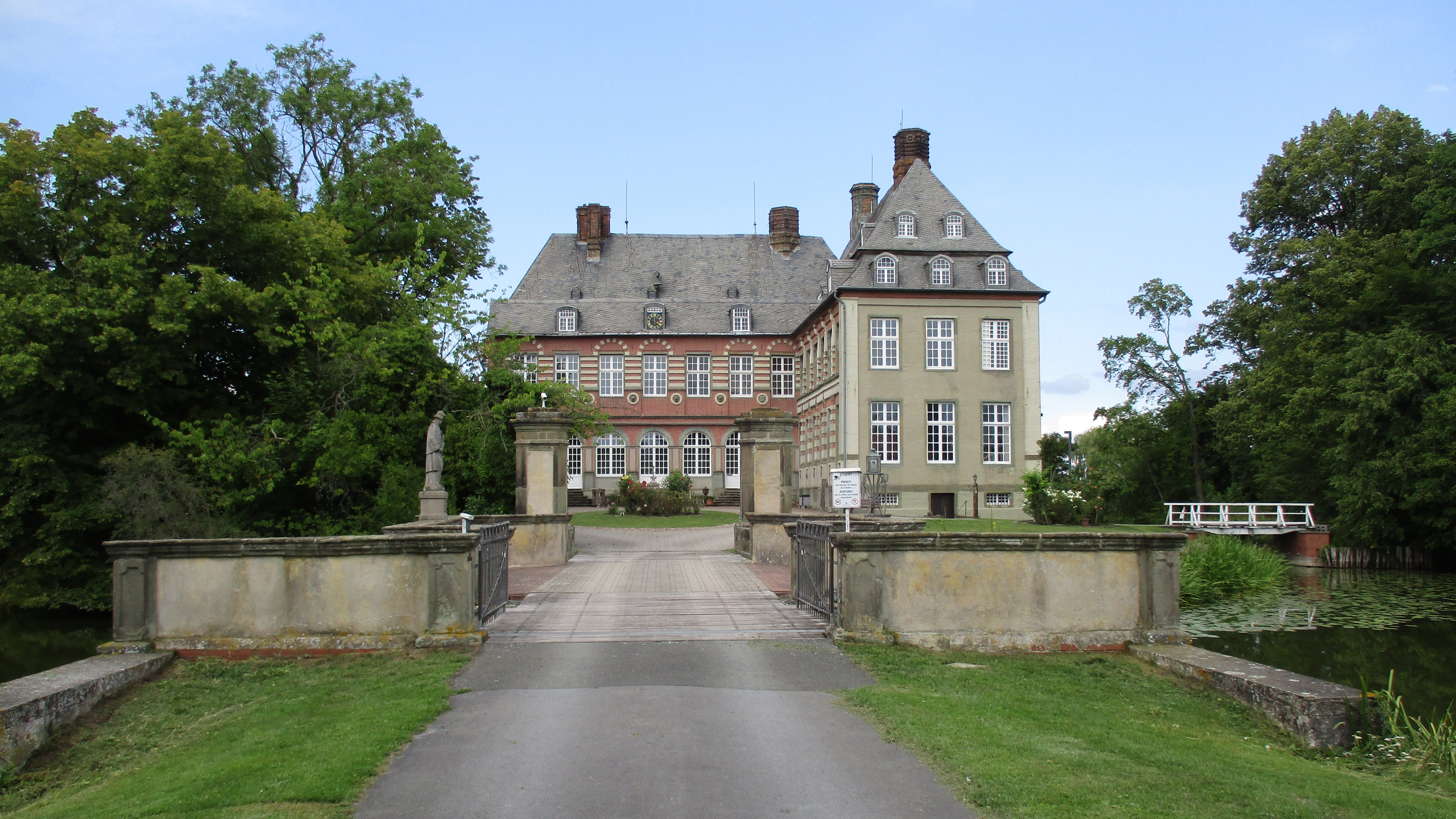
Schloss Hovestadt

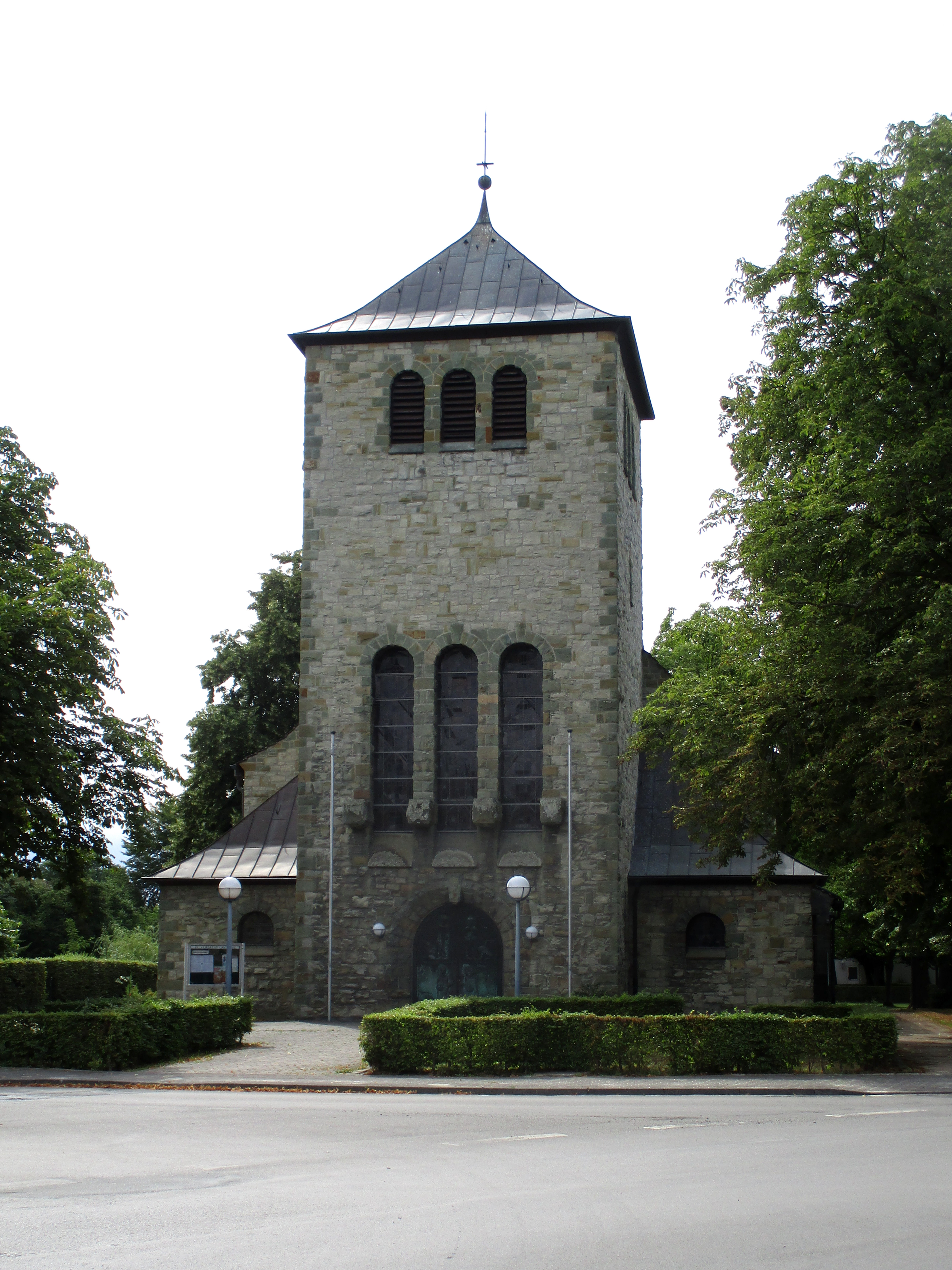
St. Albertus Magnus Kirche

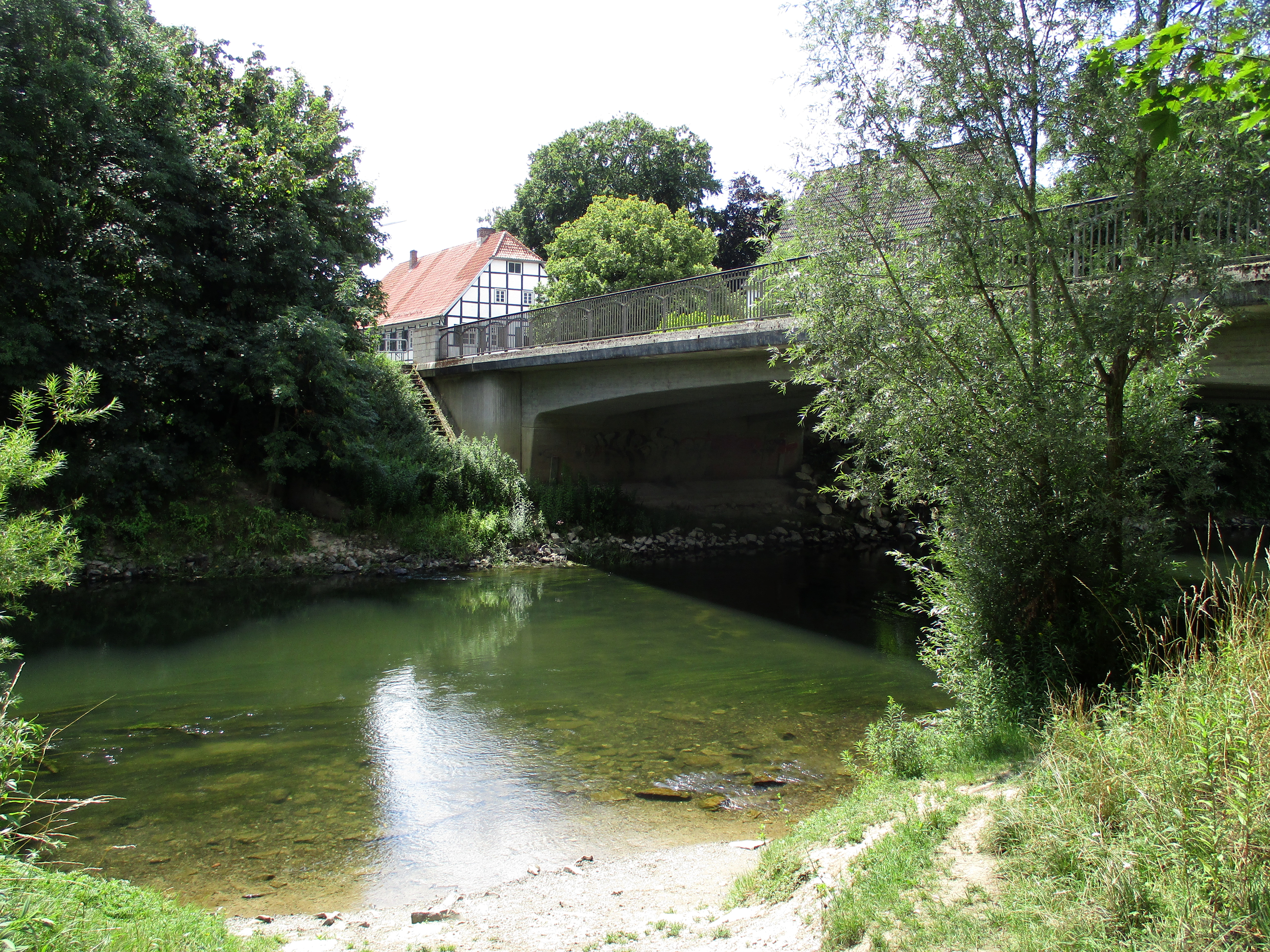
Lippebrücke Hovestadt

Hovestadt ist ein Dorf in der Gemeinde Lippetal im Kreis Soest in Nordrhein-Westfalen mit 1215 Einwohnern (Stand: 30. Juni 2025). 
Dort befindet sich auch das Rathaus der Gemeinde Lippetal.
Hovestadt ist neben der Kirche St. Albertus-Magnus vor allem durch das Wasserschloss Hovestadt mit Barockgarten bekannt.

## Geographie
Hovestadt liegt südlich der Lippe gegenüber dem nördlich der Lippe gelegenen Dorf Herzfeld (Lippetal) im Auslauf der Soester Börde. Benachbarte größere Städte sind Lippstadt 14 km östlich, Hamm 18 km westlich, Beckum 13 km nördlich und Soest 10 km südlich von Hovestadt. 

## Geschichte
Im Jahr 1939 lebten in Hovestadt 676 Einwohner.
Am 1. Juli 1969 wurde Hovestadt in die im Rahmen der kommunalen Neuordnung neu geschaffene Gemeinde Lippetal eingegliedert.
Im Jahr 2005 wohnten in Hovestadt 1250 Einwohner.
Die den Übergang über die Lippe sichernde Burg Hovestadt wurde erstmals im Jahr 1292 urkundlich erwähnt. Wegen der strategisch günstigen Lage wurde die Burg mehrfach während des Mittelalters zerstört und wieder aufgebaut. Die als Wasserburg direkt an der Lippe gelegene Burg wurde von 1563 bis 1572 durch den Architekten Laurenz von Brachum im Stile der Renaissance erbaut und im Laufe der Jahre immer wieder verändert und erweitert bis zur heutigen Form. So wurde im Jahr 1733 die Vorburg von Johann Conrad Schlaun gebaut. Der Barockgarten aus dem 18. Jahrhundert wurde nach der Restaurierung im Jahre 1997 wieder für die Öffentlichkeit geöffnet und ist jetzt Teil der Gartenroute Münsterland des European Garden Heritage Network. Seit 1733 bewohnen die Grafen von Plettenberg das Schloss.

## Baudenkmale
- In der Liste der Baudenkmäler in Lippetal sind für Hovestadt sechs Baudenkmale aufgeführt.

## Persönlichkeiten

### Söhne und Töchter des Ortes
- Johann Sigismund von der Heyden (1656–1730), preußischer General
- Hermann Windesheim (1838–1905), Industrieller und Kommerzienrat
- Friedrich Christian von Plettenberg (1882–1972), Weingutsbesitzer
- Bernhard von Plettenberg zu Lenhausen (1903–1987), Bildhauer
- Elmar Schenkel (* 1953), Anglist, Schriftsteller und Übersetzer
- Leon, bürgerlich Jürgen Göbel (* 1969), Schlagersänger
- Dirk Langerbein (* 1971), Fußballtorwart und Torwarttrainer